# Crinum giessii
Crinum giessii är en amaryllisväxtart som beskrevs av Lehmiller. Crinum giessii ingår i släktet Crinum, och familjen amaryllisväxter. Inga underarter finns listade i Catalogue of Life.